# Metaballs

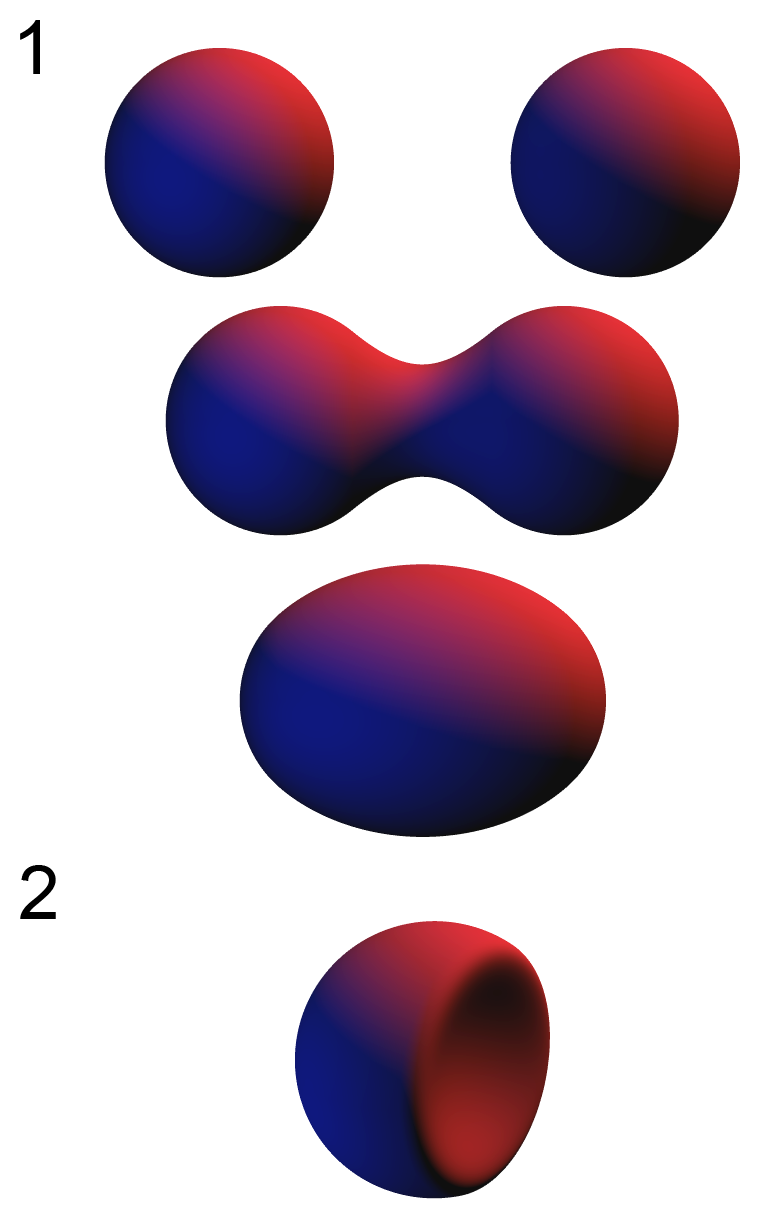
1: Influència que s'exerceixen 2 metaballs positives. 2: Influència d'una metaball negativa en una metaball positiva mitjançant la creació d'un buidatge en la superfície de la metaball positiva.

En Infografia, les metaballs són isosuperfícies, d'aspecte orgànic. Es caracteritzen per la capacitat de barrejar-se quan estan molt a prop. El comportament de les metaballs s'assembla a la mitosi on els cromosomes generen còpies idèntiques de si mateixos a través de la divisió cel·lular. La seva elasticitat les converteix en ideals per a representar una àmplia gamma d'objectes no rígids, que van des de cossos tous a aigua i fenòmens gasosos. L'algorisme per definir i renderitzar el comportament de les metaballs va ser desenvolupat per Jim Blinn el 1982 per a modelar interaccions atòmiques per a la sèrie de televisió Cosmos de Carl Sagan. Jim Blinn les va anomenar blobby models. El concepte de metaballs està estretament relacionat amb el concepte smoothed particle hydrodynamics (SPH).